# Liste des planètes mineures non numérotées découvertes en mai 2018
Pour un article plus général, voir Liste des planètes mineures non numérotées découvertes en 2018.
Pour un article plus général, voir Liste des planètes mineures.
Cet article dresse la liste des planètes mineures (astéroïdes, centaures, objets transneptuniens et assimilés) non numérotées découvertes en mai 2018 dans l'ordre de leur découverte.
Au 15 janvier 2025, 661 077 des 1 434 993 planètes mineures répertoriées par le Centre des planètes mineures ne sont pas encore numérotées, soit 46,07 %.

## Rappel concernant la désignation provisoire
La désignation provisoire indique l'ordre de découverte de ces objets. En effet, cette désignation est composée de l'année de découverte (par exemple 2018) suivie de la quinzaine (demi-mois) de découverte (p.e. A = 1-15 janvier) puis de l'ordre de découverte dans cette quinzaine. Cet ordre est indiqué par une lettre et éventuellement un chiffre comme suit : A pour la première découverte, B pour la deuxième, ..., Z pour la 25e (le I n'est pas utilisé pour éviter la confusion avec 1), A1 pour la 26e, B1 pour la 27e, etc. , Z1 pour la 50e, A2 pour la 51e, B2 pour la 52e, etc. L'ordre de la numérotation ne suit donc pas l'ordre alphanumérique. 2018 AA1 suit ainsi 2018 AZ et précède 2018 AB1.

## Liste

### Du1erau 15 mai 2018
- 2018 JA
- 2018 JB
- 2018 JC
- 2018 JD
- 2018 JE
- 2018 JF
- 2018 JH
- 2018 JJ
- 2018 JK
- 2018 JL
- 2018 JM
- 2018 JN
- 2018 JO
- 2018 JP
- 2018 JR
- 2018 JV
- 2018 JW
- 2018 JX
- 2018 JY
- 2018 JZ
- 2018 JA1
- 2018 JC1
- 2018 JE1
- 2018 JF1
- 2018 JG1
- 2018 JH1
- 2018 JJ1
- 2018 JK1
- 2018 JL1
- 2018 JM1
- 2018 JN1
- 2018 JO1
- 2018 JP1
- 2018 JQ1
- 2018 JR1
- 2018 JS1
- 2018 JU1
- 2018 JV1
- 2018 JW1
- 2018 JX1
- 2018 JY1
- 2018 JZ1
- 2018 JA2
- 2018 JB2
- 2018 JC2
- 2018 JD2
- 2018 JE2
- 2018 JF2
- 2018 JG2
- 2018 JH2
- 2018 JJ2
- 2018 JK2
- 2018 JL2
- 2018 JM2
- 2018 JQ2
- 2018 JS2
- 2018 JT2
- 2018 JU2
- 2018 JV2
- 2018 JY2
- 2018 JZ2
- 2018 JA3
- 2018 JB3
- 2018 JC3
- 2018 JG3
- 2018 JH3
- 2018 JJ3
- 2018 JK3
- 2018 JO3
- 2018 JC4
- 2018 JH4
- 2018 JM4
- 2018 JO4
- 2018 JS4
- 2018 JT4
- 2018 JU4
- 2018 JC5
- 2018 JE5
- 2018 JG5
- 2018 JJ5
- 2018 JL5
- 2018 JT5
- 2018 JU5
- 2018 JV5
- 2018 JX5
- 2018 JY5
- 2018 JB6
- 2018 JC6
- 2018 JJ6
- 2018 JK6
- 2018 JM6
- 2018 JO6
- 2018 JP6
- 2018 JS6
- 2018 JT6
- 2018 JU6
- 2018 JV6
- 2018 JW6
- 2018 JX6
- 2018 JY6
- 2018 JB7
- 2018 JD7
- 2018 JE7
- 2018 JF7
- 2018 JG7
- 2018 JH7
- 2018 JJ7
- 2018 JK7
- 2018 JL7
- 2018 JM7
- 2018 JN7
- 2018 JO7
- 2018 JP7
- 2018 JQ7
- 2018 JR7
- 2018 JS7
- 2018 JT7
- 2018 JU7
- 2018 JV7
- 2018 JW7
- 2018 JX7
- 2018 JY7
- 2018 JZ7
- 2018 JA8
- 2018 JB8
- 2018 JC8
- 2018 JD8
- 2018 JE8
- 2018 JF8
- 2018 JG8
- 2018 JH8
- 2018 JJ8
- 2018 JK8
- 2018 JM8
- 2018 JN8
- 2018 JO8
- 2018 JP8
- 2018 JQ8
- 2018 JR8
- 2018 JS8
- 2018 JT8
- 2018 JU8
- 2018 JV8
- 2018 JW8
- 2018 JX8
- 2018 JY8
- 2018 JZ8
- 2018 JA9
- 2018 JB9
- 2018 JC9
- 2018 JD9
- 2018 JG9
- 2018 JJ9
- 2018 JK9
- 2018 JL9
- 2018 JM9
- 2018 JN9
- 2018 JO9
- 2018 JP9
- 2018 JQ9
- 2018 JR9
- 2018 JT9
- 2018 JU9
- 2018 JV9
- 2018 JW9
- 2018 JX9
- 2018 JZ9
- 2018 JA10
- 2018 JB10
- 2018 JC10
- 2018 JD10
- 2018 JF10
- 2018 JH10
- 2018 JJ10
- 2018 JL10
- 2018 JN10
- 2018 JO10
- 2018 JP10
- 2018 JQ10
- 2018 JR10
- 2018 JS10
- 2018 JT10
- 2018 JV10
- 2018 JW10
- 2018 JY10
- 2018 JZ10
- 2018 JA11
- 2018 JB11
- 2018 JC11
- 2018 JD11
- 2018 JG11
- 2018 JH11
- 2018 JJ11
- 2018 JK11
- 2018 JL11
- 2018 JM11
- 2018 JN11
- 2018 JO11
- 2018 JP11
- 2018 JQ11
- 2018 JR11
- 2018 JT11
- 2018 JU11
- 2018 JV11
- 2018 JW11
- 2018 JX11
- 2018 JY11
- 2018 JZ11
- 2018 JA12
- 2018 JB12
- 2018 JC12
- 2018 JD12
- 2018 JE12
- 2018 JF12
- 2018 JG12
- 2018 JJ12
- 2018 JK12
- 2018 JL12
- 2018 JM12
- 2018 JN12
- 2018 JO12
- 2018 JQ12
- 2018 JR12
- 2018 JS12
- 2018 JT12
- 2018 JU12
- 2018 JV12
- 2018 JW12
- 2018 JZ12
- 2018 JA13
- 2018 JC13
- 2018 JE13
- 2018 JF13
- 2018 JH13
- 2018 JJ13
- 2018 JK13
- 2018 JL13
- 2018 JM13
- 2018 JN13
- 2018 JO13
- 2018 JP13
- 2018 JQ13
- 2018 JR13
- 2018 JS13
- 2018 JT13
- 2018 JU13
- 2018 JV13
- 2018 JW13
- 2018 JX13
- 2018 JY13
- 2018 JZ13
- 2018 JA14
- 2018 JB14
- 2018 JC14
- 2018 JD14
- 2018 JE14
- 2018 JF14
- 2018 JG14
- 2018 JH14
- 2018 JJ14
- 2018 JK14
- 2018 JL14
- 2018 JM14
- 2018 JN14
- 2018 JO14
- 2018 JP14
- 2018 JQ14
- 2018 JR14
- 2018 JS14
- 2018 JT14
- 2018 JU14
- 2018 JV14
- 2018 JW14
- 2018 JX14
- 2018 JY14
- 2018 JZ14
- 2018 JA15
- 2018 JB15
- 2018 JC15
- 2018 JD15
- 2018 JF15
- 2018 JG15
- 2018 JH15
- 2018 JJ15
- 2018 JK15
- 2018 JM15
- 2018 JN15
- 2018 JO15
- 2018 JP15
- 2018 JQ15
- 2018 JR15
- 2018 JS15
- 2018 JT15

### Du 16 au 31 mai 2018
- 2018 KC
- 2018 KE
- 2018 KF
- 2018 KH
- 2018 KJ
- 2018 KK
- 2018 KL
- 2018 KM
- 2018 KN
- 2018 KO
- 2018 KP
- 2018 KQ
- 2018 KR
- 2018 KS
- 2018 KT
- 2018 KU
- 2018 KW
- 2018 KX
- 2018 KY
- 2018 KZ
- 2018 KA1
- 2018 KB1
- 2018 KC1
- 2018 KD1
- 2018 KE1
- 2018 KF1
- 2018 KG1
- 2018 KH1
- 2018 KJ1
- 2018 KK1
- 2018 KL1
- 2018 KM1
- 2018 KN1
- 2018 KO1
- 2018 KP1
- 2018 KQ1
- 2018 KU1
- 2018 KV1
- 2018 KW1
- 2018 KX1
- 2018 KY1
- 2018 KZ1
- 2018 KA2
- 2018 KC2
- 2018 KD2
- 2018 KE2
- 2018 KG2
- 2018 KH2
- 2018 KJ2
- 2018 KK2
- 2018 KL2
- 2018 KM2
- 2018 KN2
- 2018 KO2
- 2018 KP2
- 2018 KR2
- 2018 KS2
- 2018 KT2
- 2018 KU2
- 2018 KV2
- 2018 KW2
- 2018 KX2
- 2018 KY2
- 2018 KB3
- 2018 KC3
- 2018 KD3
- 2018 KE3
- 2018 KF3
- 2018 KG3
- 2018 KH3
- 2018 KS3
- 2018 KX3
- 2018 KY3
- 2018 KB4
- 2018 KC4
- 2018 KE4
- 2018 KF4
- 2018 KG4
- 2018 KH4
- 2018 KJ4
- 2018 KL4
- 2018 KM4
- 2018 KO4
- 2018 KP4
- 2018 KQ4
- 2018 KR4
- 2018 KS4
- 2018 KU4
- 2018 KV4
- 2018 KW4
- 2018 KX4
- 2018 KY4
- 2018 KZ4
- 2018 KA5
- 2018 KB5
- 2018 KC5
- 2018 KD5
- 2018 KE5
- 2018 KF5
- 2018 KG5
- 2018 KH5
- 2018 KJ5
- 2018 KK5
- 2018 KL5
- 2018 KM5
- 2018 KN5
- 2018 KO5
- 2018 KP5
- 2018 KQ5
- 2018 KR5
- 2018 KS5
- 2018 KT5
- 2018 KU5
- 2018 KV5
- 2018 KW5
- 2018 KX5
- 2018 KY5
- 2018 KZ5
- 2018 KA6
- 2018 KB6
- 2018 KC6
- 2018 KD6
- 2018 KE6
- 2018 KF6
- 2018 KG6
- 2018 KH6
- 2018 KJ6
- 2018 KK6
- 2018 KL6
- 2018 KM6
- 2018 KN6
- 2018 KO6
- 2018 KP6
- 2018 KQ6
- 2018 KR6
- 2018 KU6
- 2018 KV6
- 2018 KW6
- 2018 KX6
- 2018 KY6
- 2018 KZ6
- 2018 KA7
- 2018 KB7
- 2018 KC7
- 2018 KD7
- 2018 KE7
- 2018 KF7
- 2018 KG7
- 2018 KH7
- 2018 KJ7
- 2018 KK7
- 2018 KL7
- 2018 KM7
- 2018 KN7
- 2018 KO7
- 2018 KP7
- 2018 KQ7
- 2018 KR7
- 2018 KS7
- 2018 KT7
- 2018 KU7
- 2018 KV7
- 2018 KW7
- 2018 KY7
- 2018 KZ7
- 2018 KA8
- 2018 KB8
- 2018 KC8
- 2018 KD8
- 2018 KE8
- 2018 KN8
- 2018 KQ8
- 2018 KR8
- 2018 KS8
- 2018 KT8
- 2018 KU8
- 2018 KW8
- 2018 KX8
- 2018 KY8
- 2018 KA9
- 2018 KB9
- 2018 KC9
- 2018 KD9
- 2018 KF9
- 2018 KG9
- 2018 KH9
- 2018 KJ9
- 2018 KK9
- 2018 KM9
- 2018 KN9
- 2018 KO9
- 2018 KP9
- 2018 KQ9
- 2018 KR9
- 2018 KS9
- 2018 KT9
- 2018 KU9
- 2018 KV9
- 2018 KW9
- 2018 KX9
- 2018 KY9
- 2018 KZ9
- 2018 KB10
- 2018 KC10
- 2018 KD10
- 2018 KF10
- 2018 KG10
- 2018 KH10
- 2018 KK10
- 2018 KL10
- 2018 KN10
- 2018 KP10
- 2018 KQ10
- 2018 KR10
- 2018 KS10
- 2018 KT10
- 2018 KU10
- 2018 KV10
- 2018 KZ10
- 2018 KA11
- 2018 KB11
- 2018 KC11
- 2018 KE11
- 2018 KF11
- 2018 KG11
- 2018 KH11
- 2018 KJ11
- 2018 KK11
- 2018 KL11
- 2018 KM11
- 2018 KN11
- 2018 KO11
- 2018 KP11
- 2018 KQ11
- 2018 KS11
- 2018 KT11
- 2018 KV11
- 2018 KW11
- 2018 KX11
- 2018 KZ11
- 2018 KB12
- 2018 KC12
- 2018 KD12
- 2018 KF12
- 2018 KH12
- 2018 KJ12
- 2018 KK12
- 2018 KL12
- 2018 KM12
- 2018 KN12
- 2018 KO12
- 2018 KP12
- 2018 KR12
- 2018 KS12
- 2018 KT12
- 2018 KU12
- 2018 KW12
- 2018 KX12
- 2018 KY12
- 2018 KZ12
- 2018 KA13
- 2018 KB13
- 2018 KD13
- 2018 KG13
- 2018 KH13
- 2018 KK13
- 2018 KL13
- 2018 KM13
- 2018 KN13
- 2018 KO13
- 2018 KP13
- 2018 KQ13
- 2018 KR13
- 2018 KS13
- 2018 KT13
- 2018 KU13
- 2018 KV13
- 2018 KX13
- 2018 KZ13
- 2018 KA14
- 2018 KB14
- 2018 KC14
- 2018 KD14
- 2018 KE14
- 2018 KF14
- 2018 KG14
- 2018 KH14
- 2018 KJ14
- 2018 KK14
- 2018 KL14
- 2018 KM14
- 2018 KN14
- 2018 KO14
- 2018 KQ14
- 2018 KS14
- 2018 KV14
- 2018 KW14
- 2018 KY14
- 2018 KZ14
- 2018 KA15
- 2018 KB15
- 2018 KC15
- 2018 KD15
- 2018 KE15
- 2018 KF15
- 2018 KH15
- 2018 KJ15
- 2018 KK15
- 2018 KL15
- 2018 KM15
- 2018 KN15
- 2018 KO15
- 2018 KQ15
- 2018 KR15
- 2018 KS15
- 2018 KT15
- 2018 KU15
- 2018 KV15
- 2018 KW15
- 2018 KX15
- 2018 KY15
- 2018 KZ15
- 2018 KA16
- 2018 KB16
- 2018 KC16
- 2018 KD16
- 2018 KE16
- 2018 KF16
- 2018 KG16
- 2018 KJ16
- 2018 KK16
- 2018 KL16
- 2018 KM16
- 2018 KN16
- 2018 KO16
- 2018 KP16
- 2018 KQ16
- 2018 KR16
- 2018 KS16
- 2018 KT16
- 2018 KU16
- 2018 KV16
- 2018 KW16
- 2018 KX16
- 2018 KY16
- 2018 KZ16
- 2018 KA17
- 2018 KB17
- 2018 KC17
- 2018 KD17
- 2018 KE17
- 2018 KF17
- 2018 KG17
- 2018 KH17
- 2018 KJ17
- 2018 KK17
- 2018 KL17
- 2018 KN17
- 2018 KO17
- 2018 KP17
- 2018 KQ17
- 2018 KR17
- 2018 KS17
- 2018 KT17
- 2018 KU17
- 2018 KV17
- 2018 KW17
- 2018 KX17
- 2018 KY17
- 2018 KZ17
- 2018 KA18
- 2018 KB18
- 2018 KC18
- 2018 KD18
- 2018 KE18
- 2018 KF18
- 2018 KG18
- 2018 KH18
- 2018 KJ18
- 2018 KK18
- 2018 KL18
- 2018 KN18
- 2018 KO18
- 2018 KP18
- 2018 KQ18
- 2018 KR18
- 2018 KS18
- 2018 KT18
- 2018 KU18
- 2018 KV18
- 2018 KW18
- 2018 KX18
- 2018 KY18
- 2018 KZ18
- 2018 KA19
- 2018 KB19
- 2018 KC19
- 2018 KD19
- 2018 KE19
- 2018 KF19
- 2018 KG19
- 2018 KH19
- 2018 KJ19
- 2018 KK19
- 2018 KL19
- 2018 KM19
- 2018 KN19
- 2018 KO19
- 2018 KP19
- 2018 KQ19
- 2018 KR19
- 2018 KS19
- 2018 KT19
- 2018 KU19
- 2018 KV19
- 2018 KW19
- 2018 KX19
- 2018 KY19
- 2018 KZ19
- 2018 KA20
- 2018 KB20
- 2018 KC20
- 2018 KD20
- 2018 KE20
- 2018 KF20
- 2018 KG20
- 2018 KH20
- 2018 KJ20
- 2018 KK20
- 2018 KL20
- 2018 KM20
- 2018 KN20
- 2018 KO20
- 2018 KP20
- 2018 KQ20
- 2018 KR20
- 2018 KS20
- 2018 KT20
- 2018 KU20
- 2018 KV20
- 2018 KW20
- 2018 KX20
- 2018 KY20
- 2018 KZ20
- 2018 KA21
- 2018 KB21
- 2018 KC21
- 2018 KD21
- 2018 KE21
- 2018 KF21
- 2018 KG21
- 2018 KH21
- 2018 KJ21
- 2018 KK21
- 2018 KL21
- 2018 KM21
- 2018 KN21
- 2018 KO21
- 2018 KP21
- 2018 KQ21
- 2018 KR21
- 2018 KS21
- 2018 KT21
- 2018 KU21
- 2018 KW21
- 2018 KX21
- 2018 KY21
- 2018 KZ21
- 2018 KA22
- 2018 KB22
- 2018 KC22
- 2018 KD22
- 2018 KE22
- 2018 KF22
- 2018 KG22
- 2018 KH22
- 2018 KJ22
- 2018 KK22
- 2018 KL22
- 2018 KM22
- 2018 KN22
- 2018 KO22
- 2018 KP22
- 2018 KQ22
- 2018 KR22
- 2018 KS22
- 2018 KT22
- 2018 KU22
- 2018 KV22
- 2018 KW22
- 2018 KX22
- 2018 KY22
- 2018 KZ22
- 2018 KA23
- 2018 KB23
- 2018 KC23
- 2018 KD23
- 2018 KE23
- 2018 KF23
- 2018 KG23
- 2018 KJ23
- 2018 KK23
- 2018 KL23
- 2018 KM23
- 2018 KN23
- 2018 KO23
- 2018 KP23
- 2018 KR23
- 2018 KT23
- 2018 KU23
- 2018 KV23
- 2018 KX23
- 2018 KY23
- 2018 KZ23
- 2018 KA24
- 2018 KB24
- 2018 KC24
- 2018 KD24
- 2018 KE24
- 2018 KF24
- 2018 KG24
- 2018 KH24
- 2018 KJ24
- 2018 KK24
- 2018 KL24
- 2018 KM24
- 2018 KN24
- 2018 KO24
- 2018 KP24
- 2018 KQ24
- 2018 KR24
- 2018 KS24
- 2018 KT24
- 2018 KU24
- 2018 KV24
- 2018 KW24
- 2018 KX24
- 2018 KY24
- 2018 KZ24
- 2018 KA25
- 2018 KB25
- 2018 KC25
- 2018 KD25
- 2018 KE25
- 2018 KF25
- 2018 KG25
- 2018 KH25
- 2018 KJ25
- 2018 KK25
- 2018 KL25
- 2018 KM25
- 2018 KN25
- 2018 KO25
- 2018 KP25
- 2018 KQ25
- 2018 KR25
- 2018 KT25
- 2018 KU25
- 2018 KV25
- 2018 KW25
- 2018 KX25
- 2018 KY25
- 2018 KZ25
- 2018 KA26
- 2018 KB26
- 2018 KC26
- 2018 KD26
- 2018 KE26
- 2018 KF26
- 2018 KG26
- 2018 KH26
- 2018 KJ26
- 2018 KK26
- 2018 KL26
- 2018 KM26
- 2018 KN26
- 2018 KO26
- 2018 KP26